# Bagarstuga

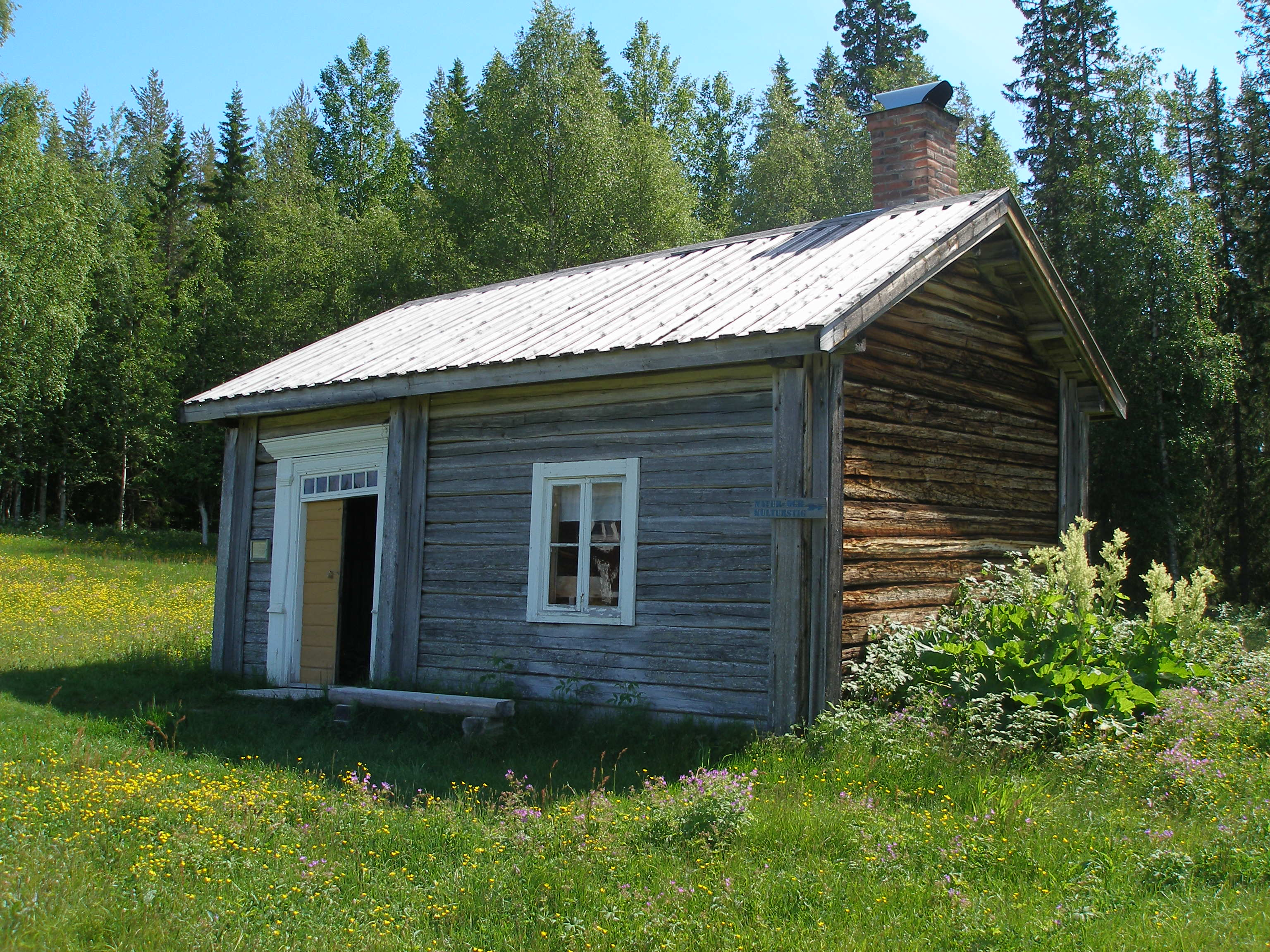
Bagarstuga i Rismyrliden från 1800-talets slut.

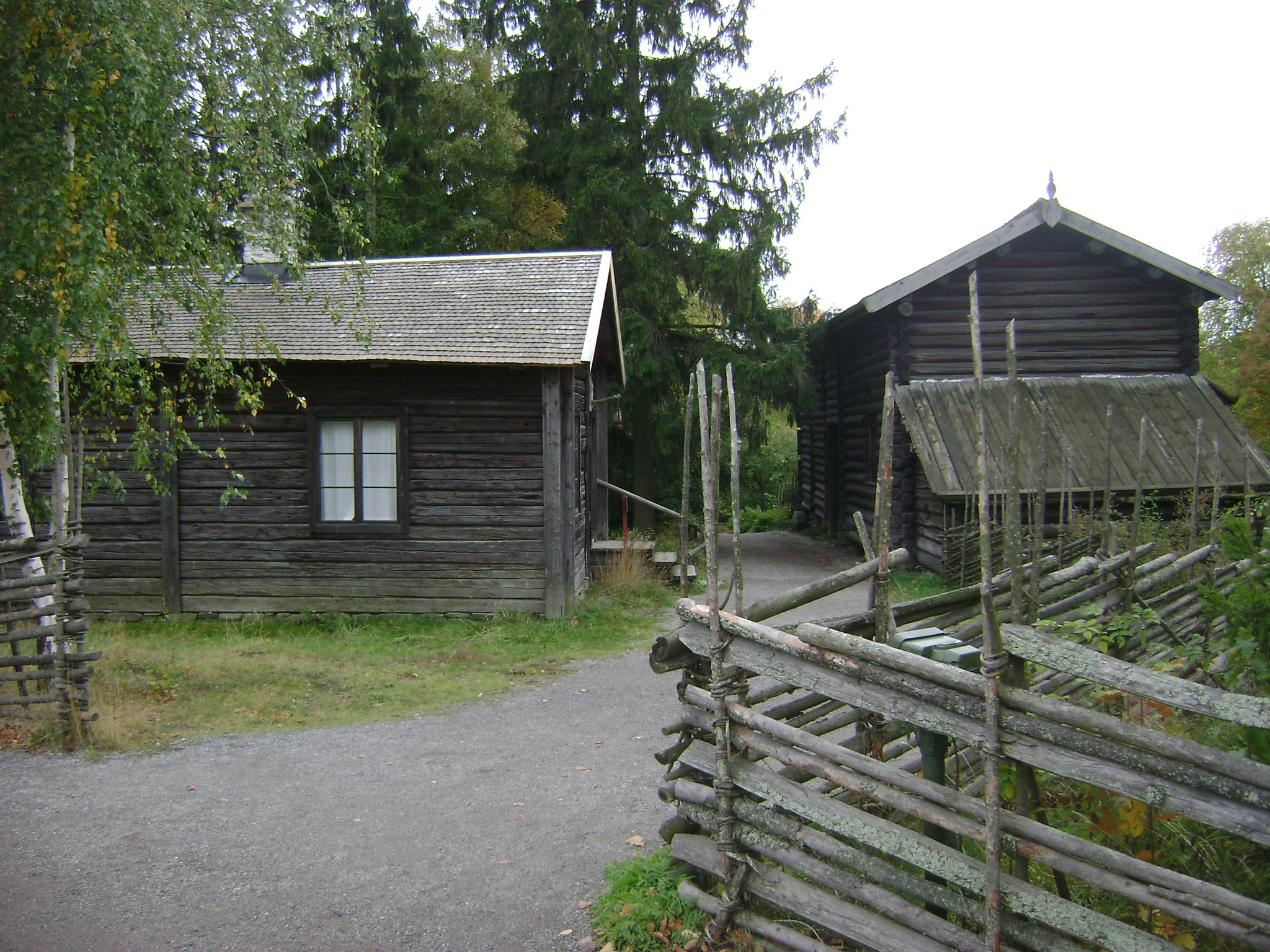
Bagarstuga på Skansen i Stockholm från Åflo i Offerdals socken.

En bagarstuga är en mindre byggnad med bakugn avsedd för att baka bröd. 
Bagarstugor var tidigare vanligt förekommande i norra Sverige och många finns fortfarande kvar och vissa används fortfarande, åtminstone ibland, för att baka bröd på traditionellt sätt. Bröd bakas i stugan och gräddas i bakugnen. Det bröd som vanligtvis bakades i bakstugorna var tunnbröd. Vedeldning används vanligtvis för uppvärmning av ugnen. Eldningen måste i regel påbörjas en dag innan den dag bakugnen skall användas för att hinna få rätt temperatur. Gräddningen av brödet sker på liknande sätt som pizza gräddas.